# Душепарка
Душепарка (душепарный напиток) — русский слабоалкогольный напиток на основе мёда и сока клюквы, приготовленный с добавлением специй и пряностей, вид глинтвейна. Родом из Ярославской губернии. Был популярен в России ещё в начале XVIII века (хотя первые упоминания о душепарке появились гораздо раньше, между XIV и XV веками) и вплоть до революции 1917 года.

## История
Душепарка — хмельной напиток, наподобие медовухи. Особо был популярен в Ярославле, в Пошехонье. Главные компоненты при приготовлении — мёд, клюква, травы. В каждом доме был свой рецепт производства напитка; в ход шли имбирь, корица, перец. 
Сегодня в Ярославской области пытаются возродить производство хмельного напитка, некоторые из местных ресторанов включили его в своё меню.